# Michał Chalabala
Michał Chalabala (ur. 8 marca 1984 we   Wrocławiu) – polski lekkoatleta, wieloboista i trener personalny.
Medalista mistrzostw kraju w różnych kategoriach wiekowych. Wśród seniorów dwukrotny brązowy medalista Polski w dziesięcioboju w 2005 i 2006 oraz halowy wicemistrz Polski w siedmioboju w 2009. Reprezentant Polski na pucharze Europy w wielobojach w 2005 i 2006. Zajął 20. miejsce w dziesięcioboju na młodzieżowych mistrzostwach Europy w 2005 w Erfurcie.
W latach 2004–2012 był zawodnikiem klubu AZS-AWF Wrocław. Jego trenerem był Dariusz Łoś.
Ma za sobą jeden rozegrany sezon koszykówki po zakończeniu kariery lekkoatletycznej. W sezonie 2009/2010 rozegrał sezon w III lidze polskiej w koszykówce mężczyzn w barwach UKS Gimbasket Wrocław.
W 2007 zdobył tytuł Mistera Polski.
Od 2014 pracuje jako trener personalny.
W marcu 2019 zdobył tytuł Mistrza Świata Masters M35 w pięcioboju lekkoatletycznym na Halowych Mistrzostwach Świata Masters w Toruniu.

## Rekordy życiowe
- dziesięciobój lekkoatletyczny – 7406 pkt. (14 września 2008, Grudziądz)
- siedmiobój lekkoatletyczny (hala) – 5624 pkt. (8 lutego 2009, Spała)